# Museu d'Història de la Joguina
El Museu d'Història de la Joguina se situa al bell mig del municipi de Sant Feliu de Guíxols i disposa d'un fons de més de 6.500 peces, col·lecció de Tomàs Pla, datades entre els anys 1870-1980, la major part de fabricació espanyola.
Va obrir les portes l'11 d'agost de l'any 2000, ubicat en un edifici d'estil noucentista català.

## Exposició
S'hi poden veure exposades més de 1.500 joguines de les cases Payá, Rico, Juguetes i Estuches Borràs i Mariquita Pérez, entre d'altres. A més, hi ha una maqueta de tren de 14 m² en la que es pot fer un recorregut pel "Carrer del Terror".